# Qusay ibn Kilab
 (mai 2010).
Si vous disposez d'ouvrages ou d'articles de référence ou si vous connaissez des sites web de qualité traitant du thème abordé ici, merci de compléter l'article en donnant les références utiles à sa vérifiabilité et en les liant à la section « Notes et références ».
Qusay (400-480) (arabe : قُصَيّ بِن كِلَاب [Quṣayy bin Kilāb]), est le père de Abd Manaf ibn Qusay, grand-père de Hachim ibn Abd Manaf, bisaïeul de `Abd al-Muttalib, trisaïeul de `Abd Allah ibn `Abd al-Muttalib, ce dernier étant le père de Mahomet.

## Biographie traditionnelle
Le père de Zayd serait mort peu après sa naissance et il aurait été emmené, par sa mère, au Nord de la péninsule arabique, à proximité de la Syrie. Il y aurait passé son enfance et aurait alors changé de nom pour prendre celui de Kusayy.
Apprenant ses origines, il retourne à La Mecque où il acquiert une place importante auprès de la Kaaba. Il y est présenté comme le restaurateur du culte de celle-ci et l'unificateur des Quraysh.

## Approche historique
Trois recensions de sa vie sont connues. Elles se trouvent dans les ouvrages d'al-Kalbi (m. 763-4), d'Ibn Ishak (m. 767) et 'Abd al-Malik (m. 767). Dans ces textes, Qusay "est présenté comme le type habituel et légendaire de héros qui fondent une cité". Ce personnage montre les tentatives d'harmonisation, menées par la tradition musulmane, entre des traditions anciennes et le système généalogique de Mahomet et avec le récit abrahamique de la Kaaba.
Pour Levi della Vida, "il est impossible de dire si on doit le regarder comme un personnage historique transformé en héros ou comme la transfiguration mythologique d'un héros". Ce personnage est une figure légendaire et les enfants que lui attribuent les auteurs ont une dimension symbolique. Il a été vénéré comme un ancêtre durant la période de l'Arabie préislamique.

## Ascendance
- `Adnan
  - Akk[2]
  - Al-Rith
  - Al-Nu`man
  - Al-Dhallâh
  - Ma'ad
    - Nizar (ar)
      - Rabi'a al-Farras[2]
      - AnmarMa'ad ibn Adnan
      - Mudar (ar)
        - Ailân[2]
        - Ilyâs (ar)
          - `Umayr
          - `Amir[2]
          - Mudrika (ar)
            - Hudsayl[2]
            - Khuzayma (ar)
              - Kinâna (ar)
                - Al-Nadr (ar)
                  - Malik (ar)
                    - Fihr ou Quraych, fondateur de la tribu des Quraychites
                      - Muharib[2]
                      - Al-Harith[2]
                      - Ghalib (ar)
                        - Lou'ay (ar)
                          - Shuzayma[2]
                          - `Amir[2]
                          - Ka`b (ar)
                            - Adi ancêtre de `Umar
                            - Husays
                              - `Amr (et d'autres...)

                            - Mourra (ar)
                              - Taym, ancêtre d'Abou Bakr
                              - Yaqaza[2]
                              - Kilab (ar)
                                - Zuhra[2]
                                - Qusay

                          - Sâma[2]
                          - Salma
                          - Sa'd
                          - Guscham
                          - Awb
                            - Mourra

                          - Al-Harith
                            - Wakb
                              - Oquda, ancêtre de Hamal

                        - Taym al-Adram[2]
                        - Jacklud[2]
                        - Atika

                      - Azib[2]
                      - Gandala

                    - Al-Hârith[2]

                  - Jacklod[2]
                  - Al-Calt

                - `Abd Manât[2]
                - Hudâl
                - Milkân
                - `Amr
                - Malik[2]
                - `Amir

              - Asad[2]
              - Al-Hawn

      - Iyad[2]

    - Iyad, ancêtre des Iyadites
    - Anmar
    - Conâça
    - Canaç
    - Hayda[2]
    - Haydân[2]

  - Adi
  - Adan
  - `Amr
  - Nabt
  - Udd